# موغنس مولر
موغنس مولر (بالدنماركية: Mogens Møller)‏ هو رسام دنماركي، ولد في 28 نوفمبر 1934 في كوبنهاغن في الدنمارك.